# Un uomo senza importanza
Un uomo senza importanza (A Man of No Importance) è un film del 1994 diretto da Suri Krishnamma, scritto da Barry Devlin e prodotto da Jonathan Cavendish.

## Trama
Alfred Byrne è un omosessuale non dichiarato nella cattolica Dublino del 1963 e gestisce una compagnia di attori amatoriali che ogni anno mette in scena un'opera teatrale di Oscar Wilde. L'improvviso amore per Robbie sconvolge il delicato equilibrio che è riuscito a costruire.